# Анісса Хелфауї
Анісса Хелфауї (араб. أنيسة خلفاوي; уроджена Нассоненко; нар. 29 серпня 1991 року, Київ) — алжирська фехтувальниця-рапіристка українського походження. Виступає за національну збірну Алжиру з фехтування починаючи з 2008 року, багаторазова призерка чемпіонатів Африки, переможниця турнірів національного значення, учасниця трьох літніх Олімпійських ігор.

## Біографія
Народилася 29 серпня 1991 року в місті Києві, Україна. Згодом жила і тренувалася в Алжирі, на змаганнях так само представляла збірну цієї країни.
Вперше заявила про себе на дорослому міжнародному рівні в сезоні 2008 року, коли увійшла до основного складу алжирської національної збірної і завдяки низці вдалих виступів удостоїлася права захищати честь країни на літніх Олімпійських іграх 2008. Однак уже в першій зустрічі особистого заліку рапіристок з рахунком «2:11» зазнала поразки від американки Ганни Томпсон і відразу ж вибула з боротьби за медалі.
У 2011 році стала володаркою бронзової медалі чемпіонату Африки в Каїрі, отриманої в жіночому особистій першості.
Перебуваючи в числі лідерів фехтувальної команди Алжиру, благополучно пройшла відбір на Олімпійські ігри 2012 року в Лондоні — тут теж зупинилася в 1/32 фіналу, програвши з рахунком «4:15» українці Ользі Лелейко  [Архівовано 14 травня 2010 у Wayback Machine.]  [Архівовано 31 січня 2018 у Wayback Machine.].
Після лондонської Олімпіади Хелфауї залишилася в складі алжирської національної збірної і продовжила брати участь в найбільших міжнародних турнірах. Так, в 2013 році вона побувала на чемпіонаті світу в Будапешті, де зайняла в особистому заліку рапіри 66 місце, і завоювала бронзову медаль на чемпіонаті Африки з фехтування в Кейптауні.
У 2014 році на африканському першості в Каїрі знову стала бронзовою призеркою і індивідуальному заліку рапіристок. Рік по тому на аналогічних змаганнях отримала бронзу в особистому заліку і срібло в командному.
На літніх Олімпійських іграх 2016 року в Ріо-де-Жанейро закрила в жіночій рапірі двадцятку найсильніших, поступившись в 1/16 фіналу канадці Елеанор Харві  [Архівовано 6 жовтня 2016 у Wayback Machine.].
У 2017 році виграла бронзову медаль в особистому заліку на чемпіонаті Африки в Каїрі.